# Восточнокарибский доллар
Восточнокарибский доллар — валюта, имеющая хождение в 6 странах, входящих в Организацию Восточно-Карибских государств (OECS): Антигуа и Барбуда, Доминика, Гренада, Сент-Китс и Невис, Сент-Люсия, Сент-Винсент и Гренадины, а также на островах Ангилья и Монтсеррат. Буквенный код ISO 4217 — XCD, цифровой — 951, символ — EC$.
Разменная денежная единица — цент. 1 восточнокарибский доллар = 100 центов.

## Монеты и банкноты

Территория обращения восточнокарибского доллара

Эмиссия валюты и операции с ней осуществляются через Восточно-Карибский Центральный банк (ECCB), штаб-квартира которого находится на острове Сент-Китс. Центральный банк обладает исключительным правом выпуска банкнот и монет на территории государств — членов организации.
С 1982 года в денежном обращении находилась новая серия монет достоинством в 1, 2, 5, 10, 25 центов и 1 доллар. Монеты от 1 до 5 центов были многогранные, а монета в 2 цента была квадратной формы. Все они были из алюминиевого сплава. А вот 10-ти и 25-центовые монеты были круглыми, и из медно-никелевого сплава. Доллар также был круглым, но из сплава алюминиевой бронзы. В 1989 году монета в один доллар с круглой формы стала многогранной и теперь уже с медно-никелевого сплава, поменяв свой цвет с желтого на серебристый. С 2002 года в обращение поступили новые монеты исключительно круглой формы 1, 2 и 5 центов, а также новая монета в 1 доллар, которая теперь также стала круглой. С 2009 года монеты номиналом в 10, 25 центов и 1 доллар начали чеканить из сплава акмонитал. Монеты в 1 и 2 цента были изъяты из обращения в июле 2015 года и являлись законным платежным средством до 30 июня 2020 года.
В обращении:
- банкноты: 100, 50, 20, 10 и 5 долларов;
- монеты: 1 доллар, 25, 10, 5 цент.

## Режим валютного курса
С 1976 года курс восточнокарибского доллара привязан к доллару США (код ISO 4217 — USD) в соотношении 2,7:1. Для его поддержания Восточно-Карибский Центральный банк использует режим Валютного совета.